# 알파 채널

이 그림의 알파 채널은 기준에서부터 0으로 떨어지고 있다. 뒤에 놓인 체크 표시는 신호 투명도와 관련이 있다.

알파 채널(영어: alpha channel)은 α 채널과 이미지 처리 분야에 있고, 각 화소에 대해 색상 표현의 데이터로부터 분리한 보조 데이터를 일컫는다.
개인용 컴퓨터의 경우, 프린터나 디스플레이 장치를 비롯한 대부분의 표시 장치는 RGB(빨강 초록 파랑), CMYK 등 단색의 편성에 따라 색을 표현한다. 각각의 단색의 밝기, 농도를 조정함에 따라 인간이 느낄 수 있는 많은 색을 표현할 수 있다. 개인용 컴퓨터 안의 데이터에서도 이같은 형식을 취하고 있다.
몇 개의 이미지 데이터나 이미지 소프트웨어에서는 이렇게 표시되는 단색 말고도 직접 표시되지 않는 색의 데이터를 넣을 수 있다. 이것을 알파 채널이라고 부르며, 화상 마스크, 복구 화상 합성 등에 쓰인다.
영상 편집에서는 키잉에 상응한다. 투명, 반투명 효과에 이용할 수 있다.

## 개요
매트 정보의 저장을 위한 알파 채널의 개념은 1970년대 말 앨비 레이 스미스(Alvy Ray Smith)가 처음 선보였고 1984년에 토머스 포터(Thomas Porter)와 톰 더프(Tom Duff)에 의해 백서를 통해 완전히 개발되었다.

## 같이 보기
- TGA, PNG
- 디지털 합성
- RGBA 색 공간
- 알파 합성